# Eugeniusz Makulski
Eugeniusz Makulski MIC (ur. 9 lutego 1928 w Kotarszynie, zm. 12 listopada 2020 w Koninie) – polski duchowny katolicki, marianin, kustosz Sanktuarium Matki Bożej Bolesnej Królowej Polski w Licheniu Starym od 1966 do 2004.

## Życiorys
Pochodził z ubogiej, chłopskiej rodziny. Kiedy miał trzy lata, na zapalenie płuc zmarł jego 30-letni ojciec. Dwa lata po śmierci ojca matka wyszła ponownie za mąż. W czerwcu 1941 ukończył w Miłkowie szkołę podstawową. Dzięki pomocy stryja Stefana Makulskiego od października 1943 w Starachowicach uczęszczał do szkoły zawodowej i pracował w zakładach broni i amunicji. W marcu 1945 wrócił do Miłkowa i rozpoczął naukę w Liceum im. Chreptowicza w Ostrowcu Świętokrzyskim. We wrześniu 1945 wraz ze stryjostwem wyjechał do Grudziądza, gdzie ukończył liceum i zdał maturę. W Grudziądzu poznał dwóch księży ze Zgromadzenia Księży Marianów, o. Franciszka Opieczonka i o. Aleksandra Perza, których określał jako nauczycieli, wychowawców, duszpasterzy, spowiedników i przyjaciół Makulskiego oraz jego znajomych z liceum. Makulski wypytywał o. Aleksandra Perza o życie kapłańskie i zakonne, i pod jego wpływem podjął decyzję o wyborze zakonu marianów (kontakty utrzymywał wcześniej m.in. z franciszkanami z Niepokalanowa).
Należał do organizacji religijnej Milicja Niepokalanej. W czasie olimpiady tanecznej w Grudziądzu zdobył srebrny medal. Publikował wiersze w prasie miejskiej. Był prezesem kółka literackiego, pracował w Komendzie Hufca, gdzie zdobył stopień harcerza orlego.
30 lipca 1954 roku wstąpił do klasztoru marianów w Skórcu. 15 sierpnia 1954 roku złożył tam śluby wieczyste. Święcenia kapłańskie przyjął 26 czerwca 1955 roku we Włocławku. Studia seminaryjne odbył w Warszawie (1949–1954) i we Włocławku (1954–1956). W l. 1959–1965 studiował historię Kościoła na Katolickim Uniwersytecie Lubelskim.
Przygotował uroczystości koronacji obrazu Matki Bożej Licheńskiej w 1967.
Z wioski Licheń Stary uczynił jedno z największych polskich sanktuariów maryjnych. Jako kustosz sanktuarium był inicjatorem powstania największej świątyni w Polsce i jednej z największych na świecie – bazyliki w Licheniu. Nadzorował jej budowę w latach 1994–2004. Był także inicjatorem budowy we wnętrzu bazyliki 157-głosowego instrumentarium organowego. W 2004 wydawnictwo ZET wydało napisaną przez niego książkę Powołanie i służba.

## Kontrowersje

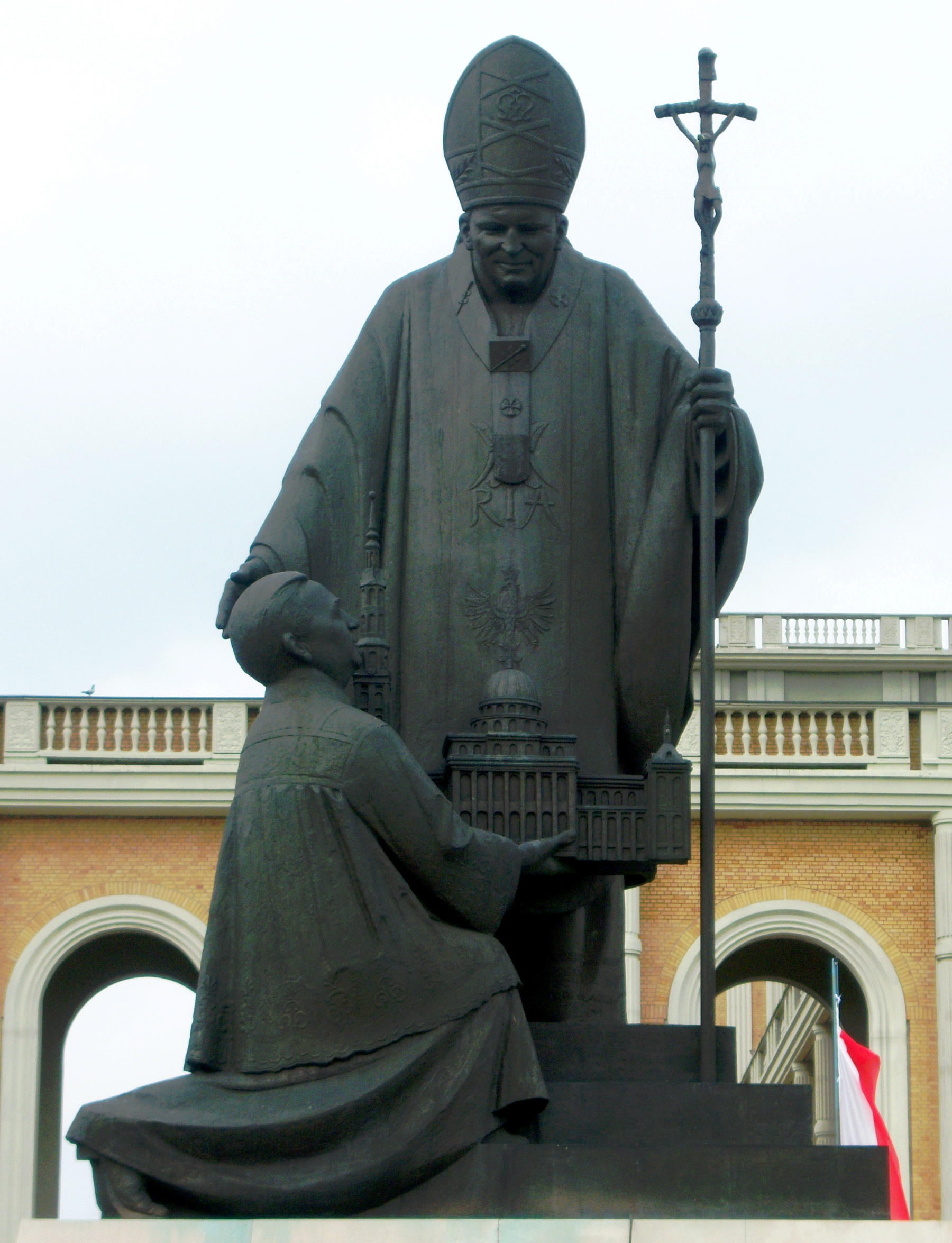
Pomnik Jana Pawła II i księdza Eugeniusza Makulskiego w Licheniu (stan sprzed 12 czerwca 2019)

W 2004 w tygodniku „Wprost” zamieszczony został tekst opisujący nieprawidłowości w wydatkowaniu przez Eugeniusza Makulskiego środków pochodzących z darowizn dokonywanych przez wiernych na finansowanie budowy bazyliki w Licheniu oraz o homoseksualnych relacjach łączących Eugeniusza Makulskiego z jego osobistym kierowcą, któremu dodatkowo Makulski miał podarować kilka luksusowych samochodów.
Po publikacji 11 maja 2019 filmu Tylko nie mów nikomu, pod adresem księdza Makulskiego padły oskarżenia o kontakty seksualne z osobami małoletnimi. Zgromadzenie Księży Marianów w wydanym oświadczeniu poinformowało, że zgłoszone przypadki zostały przekazane do Stolicy Apostolskiej i przyczyniły się do wydania przez przełożonych zakonnych decyzji o odsunięciu od wszelkiej działalności duszpasterskiej 91-letniego księdza. W nocy z 13 na 14 maja 2019 zasłonięty został też pomnik przed bazyliką, przedstawiający ks. Makulskiego klęczącego przed Janem Pawłem II. 12 czerwca 2019 pomnik został usunięty. Zastąpiono go miesiąc później pomnikiem Jana Pawła II bez ks. Makulskiego.